# Ernst Leisi (Anglist)
Ernst Leisi (* 29. Juni 1918 in Frauenfeld; † 30. Dezember 2001 in Zürich) war ein Schweizer Anglist und Hochschullehrer.

## Leben
Ernst Leisi, Sohn des Gymnasiallehrers und Lokalhistorikers Ernst Leisi und von Maria Schneller, besuchte die Primar- und die Kantonsschule in Frauenfeld. Er studierte Germanistik und Anglistik an den Universitäten Zürich und Genf. 
1945 wurde er an der Universität Zürich zum Dr. phil. promoviert. 1946/1947 war er Lektor für Deutsch an der Universität Bristol, 1947/1948 wissenschaftlicher Assistent für Anglistik an der Universität Zürich, 1948 bis 1950 Lektor für Deutsch an der Universität Cambridge. 
Nach der Habilitation an der Universität Zürich im Jahre 1950 lehrte er dort als Privatdozent, am 5. Mai 1951 hielt er seine Antrittsvorlesung. Ab 1952 war als Dozent, ab 1955 mit dem Titel außerordentlicher Professor, an der Universität Kiel tätig. Von 1956 bis 1984 lehrte er als Ordinarius für Anglistik an der Universität Zürich.
Neben seinem eigentlichen Forschungsgebiet, der englischen Linguistik, befasste er sich auch mit Shakespeare und war 1976 Mitbegründer der Englisch-deutschen Studienausgabe der Dramen Shakespeares.
Ernst Leisi war seit 1944 verheiratet mit der Übersetzerin Ilse Leisi geb. Gugler (1913–1999), mit der zusammen er auch ein Buch veröffentlichte.

## Auszeichnungen
- 1987: Preis für Wissenschaftsjournalismus des Deutschen Anglistentages

## Schriften (Auswahl)
- Die tautologischen Wortpaare in Caxton's «Eneydos». Zur synchronischen Bedeutungs- und Ursachenforschung. New York 1947 (Dissertation).
- mit Christian Mair: Das heutige Englisch. Wesenszüge und Probleme. 1955. 8. Auflage. Winter, Heidelberg, 1999, ISBN 3-8253-0598-8.
- Der Wortinhalt. Seine Struktur im Deutschen und Englischen. Quelle & Meyer, Heidelberg 1953, 5. Auflage 1975 (Habilitationsschrift).
- Praxis der englischen Semantik. Unter Mitwirkung von Dorothea Weniger und Walter Naef. 1973. 2. Auflage, Winter, Heidelberg 1985, ISBN 3-533-03542-5.
- Paar und Sprache. Linguistische Aspekte der Zweierbeziehung. Quelle und Meyer, Heidelberg 1978, ISBN 3-494-02094-9 (aktuell in 6. Auflage).
- mit Ilse Leisi: Sprach-Knigge oder wie und was soll ich reden? Narr, Tübingen 1992, ISBN 3-8233-4121-9.
- Streiflichter. Unzeitgemäße Essays zu Kultur, Sprache und Literatur. Narr, Tübingen 1995, ISBN 3-8233-4141-3.
- Freispruch für die Schweiz. Erinnerungen und Dokumente entlasten die Kriegsgeneration. Huber, Frauenfeld 1997, ISBN 3-7193-1125-2.